# Dan Choi
Dan Choi (22 de fevereiro de 1981) é um ex-oficial de infantaria americano do Exército dos Estados Unidos que serviu em combate na Guerra do Iraque durante 2006-2007. Ele se tornou um ativista dos direitos LGBT após se assumir no The Rachel Maddow Show em março de 2009 e desafiou publicamente a política americana Don't Ask, Don't Tell, que proibia membros do serviço lésbicas, gays e bissexuais (LGB) de servirem abertamente.
Em 19 de outubro de 2010, Choi se candidatou para se juntar novamente ao Exército dos EUA.